# Ars magna
Artis magnae, sive de regulis algebraicis, más conocido como Ars magna (en latín, Gran obra), es un importante libro de matemática escrito originalmente en latín por italiano Gerolamo Cardano en 1545.

## Contenido
El libro escrito por Gerolamo Cardano contiene la primera solución publicada para las ecuaciones de tercer grado mediante un método creado por los matemáticos Tartaglia y Scipione del Ferro, de la misma época, y el primer cálculo explícito con números complejos. Contiene, asimismo, la resolución de la ecuación de cuarto grado, debida a Ludovico Ferrari, discípulo de Cardano y colaborador de este en el desarrollo del Ars Magna.
En el capítulo XXXVII, Cardano menciona un problema que conduce a soluciones que incluyen la raíz cuadrada de números negativos: encontrar dos números cuya suma sea igual a 10 y cuyo producto es igual a 40. La respuesta es 5 + √-15 y 5 - √-15. Cardano dijo que esto era "sofista," porque no le veía significado físico, pero también escribió que "no obstante, vamos a operar" y formalmente calculó que, en efecto, el producto de estos dos números da como resultado 40. Cardano dijo que esta respuesta es "tan sutil como inútil". En contra de este pensamiento, posteriormente se han encontrado, además de numerosas aplicaciones en las matemáticas, numerosas aplicaciones en la física, especialmente en el electromagnetismo, el número i (√-1) aparece incluso en la ecuación de Schrödinger.

## Historia
Cardano, mediante adulaciones a Tartaglia, consiguió el método para resolver ecuaciones cúbicas reducidas del tipo x3 + ax = b (con a,b > 0), que publicó a pesar de prometer a Tartaglia que no lo difundiría, pero del Fiore se vengó de Tartaglia al revelarle a Cardano que la fórmula para resolver ecuaciones cúbicas había sido descubierta anteriormente por Scipione Dal Ferro y no por Tartaglia, liberando a Cardano de la promesa que había hecho a Tartaglia de no revelar la fórmula.
- Datos: Q1231083